# Ếch xanh màng nhĩ lớn
Ếch xanh màng nhĩ lớn (Odorrana megatympanum) là một loài ếch trong họ Ranidae. Nó là loài đặc hữu của Việt Nam.
Các môi trường sống tự nhiên của chúng là các khu rừng ẩm ướt đất thấp nhiệt đới hoặc cận nhiệt đới, rừng mây ẩm nhiệt đới và cận nhiệt đới, và sông. Tình trạng bảo tồn của nó hiện chưa đủ thông tin.
Ếch xanh màng nhĩ lớn (Rana megatympanum) được phát hiện ở khu bảo tồn thiên nhiên Na Hang, Tuyên Quang và ở Con Cuông, Nghệ An, hiện nay được coi là tên đồng nghĩa với ếch xanh thuốc lào (Rana tabaca Bain) được phát hiện ở huyện Yên Minh, Hà Giang.